# Epidendrum resectum
Epidendrum resectum är en orkidéart som beskrevs av Heinrich Gustav Reichenbach. Epidendrum resectum ingår i släktet Epidendrum och familjen orkidéer. Inga underarter finns listade i Catalogue of Life.